# テチント・グループ
テチント・グループ（Techint Group）は、アルゼンチン、イタリアを拠点とする財閥。鉄鋼、鋼管、石油、ガス、建設、産業機械、ヘルスケアなどの事業を手掛ける。
イタリアの市民権をもつロッカ一族が、オランダの財団を通じて各グループ企業を支配している。ロッカ一族は、フォーブス誌によると、2013年度の推定純資産は61億ドルで、世界195位の富豪である。

## グループ企業
テナリス（Tenaris）
Siderca、Siat（アルゼンチン）Confab（ブラジル）、Tamsa（メキシコ）、Algoma（カナダ）、Dalmine（イタリア）、Silcotub（ルーマニア）などの鋼管メーカーを傘下にもつ持株会社。ニューヨーク証券取引所に上場しており、本社はルクセンブルクにある。日本では、JFEスチールとシームレス管製造の合弁事業を行っている。
テルニウム（Ternium）
Siderar（アルゼンチン）、Ternium Mexico（メキシコ）、Ferrasa（コロンビア）などの鉄鋼メーカーを傘下にもつ持株会社。テナリス同様、ニューヨーク証券取引所に上場しており、本社はルクセンブルクにある。新日鐵住金傘下に入ったブラジル鉄鋼会社ウジミナスにも出資している。
テックペトロール（Tecpetrol）
アルゼンチンを拠点とする石油会社。メキシコ、エクアドル、ペルーなど中南米地域で石油開発を行っている。子会社のテックガス（Tecgas）を通じてガス供給事業も手掛けている。
Techint Engineering & Construction
アルゼンチンを拠点とする建設・エンジニアリング会社。主に中南米地域で、ガスパイプライン・製油所・発電所・地下鉄など様々なプロジェクトを手掛けている。
テノヴァ（Tenova）
イタリアを拠点とする産業機械メーカー。
ヒューマニタス（Humanitas）
イタリアを拠点とするヘルスケア会社。